# ズラトコ・クルンポティッチ
ズラトコ・クルンポティッチ（セルビア語: Златко Крмпотић, ラテン文字転写: Zlatko Krmpotić、1958年8月7日 - ）は、セルビア（旧ユーゴスラビア）の元サッカー選手、サッカー指導者。ポジションはディフェンダー。

## 経歴
レッドスター・ベオグラードの下部組織出身で、トップチームでも右サイドバックとして長く活躍した。ユーゴスラビア代表では1980年から1982年までの8試合に出場した。指導者としてはヨーロッパ、アジア、アフリカで多くのクラブを率いた。